# Neodavisia melusina
Neodavisia melusina is een vlinder uit de familie van de snuitmotten (Pyralidae). De wetenschappelijke naam van de soort is voor het eerst geldig gepubliceerd in 1984 door Ferguson, Blanchard & Knudson.